# Drusus Claudius Nero
Drusus Julius Caesar (geboren als Drusus Claudius Nero; 13 v.Chr.-23 na Chr.), ook wel Drusus de Jongere, Drusus minor of kortweg Drusus genoemd, was de enige natuurlijke zoon van Tiberius, geboren uit zijn eerste huwelijk met Vipsania Agrippina.
Als enige echte zoon was Drusus een serieuze kandidaat voor de opvolging van Tiberius.  Kort nadat Livilla, de zuster van Germanicus, haar eerste man (Gaius Vipsanius Agrippa, kleinzoon van Augustus) had verloren, trouwde Drusus met zijn nicht.
In 14 werd hij naar Pannonia gestuurd om muitende soldaten tot de orde te roepen. Seianus, aangesteld als Drusus' leidsman, werd vooruitgestuurd met de troepen naar Pannonia. Volgens de overlevering wist hij gebruik te maken van de legionairs hun bijgelovigheid, toen een maansverduistering plaatsgreep. De uitkomst van deze gebeurtenis speelde waarschijnlijk een belangrijke rol toen in hetzelfde jaar Augustus stierf en zijn vader tot keizer werd benoemd.
In 19, kort na de moord op Germanicus, kreeg Livilla een tweeling, Tiberius Gemellus en Germanicus Gemellus, en de kansen voor Drusus' opvolging van Tiberius leken groter dan ooit. Tiberius was bijzonder verheugd over de geboorte van de tweeling, wat blijkt uit de schitterende sestertii die hij voor deze gelegenheid liet slaan.
Drusus kwam echter in de weg van de persoonlijke adviseur van Tiberius, Lucius Aelius Seianus, die zelf de macht wilde grijpen. Seianus verleidde Livilla en wist haar over te halen hem te helpen haar man te vermoorden.  Op 14 september 23 stierf Drusus aan de gevolgen van vergiftiging. De schuld van Livilla kwam pas acht jaar later aan het licht door de bekentenis van Seianus' vrouw vóór haar executie.